# Kafić smrti
Kafić Smrti je planirano neprofitno okupljanje (“društvena franšiza”) kojem je svrha razgovor o smrti, najčešće uz čaj i kolače. Cilj tih neprofitnih skupina je educiranje i pomoć drugima da se upoznaju sa svršetkom života. Ideju je započeo švicarski sociolog i antropolog Bernard Crettaz, koji je organizirao prvi Kafić Smrti (Café Mortel) 2004. godine. Okupljanje se otada održalo u nekoliko država, počevši u Francuskoj i Ujedinjenom Kraljevstvu.
Kafić Smrti nema svoju stalnu lokaciju već je događaj koji se održava u nečijem domu ili nekoj drugoj, privremenoj lokaciji. Osobe na ovim okupljanjima mogu raspravljati o svom razumijevanju, mišljenjima, snovima, strahovima i svim ostalim područjima koja obuhvaćaju smrt i umiranje. Kafić Smrti obično čini grupa od 12 ljudi okupljenih kako bi raspravljali o temama vezanim uz smrt i traje oko dva sata. Koncept se proširio zahvaljujući odjeku u medijima. Crettaz je organizirao prvi Kafić Smrti u Neuchatelu s ciljem sloma tabua koji okružuje temu smrti.  Crettaz je napisao i knjigu Cafes Mortels: Sortir la Mort du Silence (Kafići Smrti: Iznošenje smrti iz tišine). Web stranica Kafića Smrti, autora Jona Underwooda, kao svrhu okupljanja navodi:

Voditelji okupljanja su naveli kako postoji potreba među ljudima da “otvore ormar” u koji je smještena smrt, “posljednji tabu”, da se umanji strah i da se omogući ljudima da vode potpunije živote”. Jon Underwood, bivši vijećnik i web programer koji je osnovao Kafić Smrti baziran na idejama Bernarda Crettaza, održao je prvi Kafić Smrti u svom domu u Londonu, tvrdeći kako smo izgubili kontrolu nad jednim od najvažnijih događaja s kojim se moramo susresti. Prema jednom komentatoru, Crettaz želi oživjeti pogansku tradiciju pogrebnih gozbi, “gdje bi živući obnovili svoje veze i otpustili sve što ih je morilo.” Prvi pariški Kafić Smrti s Crettazom se održao 2013. godine. Underwood je kreirao web stranicu Kafića Smrti, osmišljajući smjernice sa svojom majkom (psihoterapeutkinjom i Underwoodovom prvom facilitatoricom Kafića Smrti), Susan Barsky Reid, koje je eventualno i publicirao te se koncept proširio po cijelom svijetu. Prvo okupljanje u SAD-u je organizirala Lizzy Miles, radnica hospicija, 2012. godine pokraj Columbusa u Ohiju. Do lipnja 2014. Ideja se proširila sve do Hong Konga, a od srpnja 2014. održano je gotovo 1000 okupljanja diljem svijeta. Prostori za okupljanja uključuju privatne domove i iznajmljene dvorane, kao i restorane i kafiće, a okupili su se i na groblju i u jurti.

## Vanjski linkovi
- deathcafe.com
- Totentanz Café.de (njem.)